# Yugan

Lage Yugans in Jiangxi

Der Kreis Yugan (chinesisch 余干县, Pinyin Yúgān Xiàn) ist ein chinesischer Kreis im Nordosten der Provinz Jiangxi. Er gehört zum Verwaltungsgebiet der bezirksfreien Stadt Shangrao. Der Kreis Yugan hat eine Fläche von 2330,77 km² und zählt 887.616 Einwohner (Stand: Zensus 2010). Sein Hauptort ist die Großgemeinde Yuting (玉亭镇).

## Administrative Gliederung
Auf Gemeindeebene setzt sich der Kreis Yugan aus sechs Großgemeinden und vierzehn Gemeinden zusammen. 